# 布赖斯·霍佩尔
布赖斯·霍佩尔（英語：Bryce Hoppel，1997年9月5日—），美国男子田径运动员，主攻中距离赛跑，2022年世界室内田径锦标赛男子800米铜牌得主、2024年世界室内田径锦标赛男子800米金牌得主。